# Bandera (Mongolia Interior)

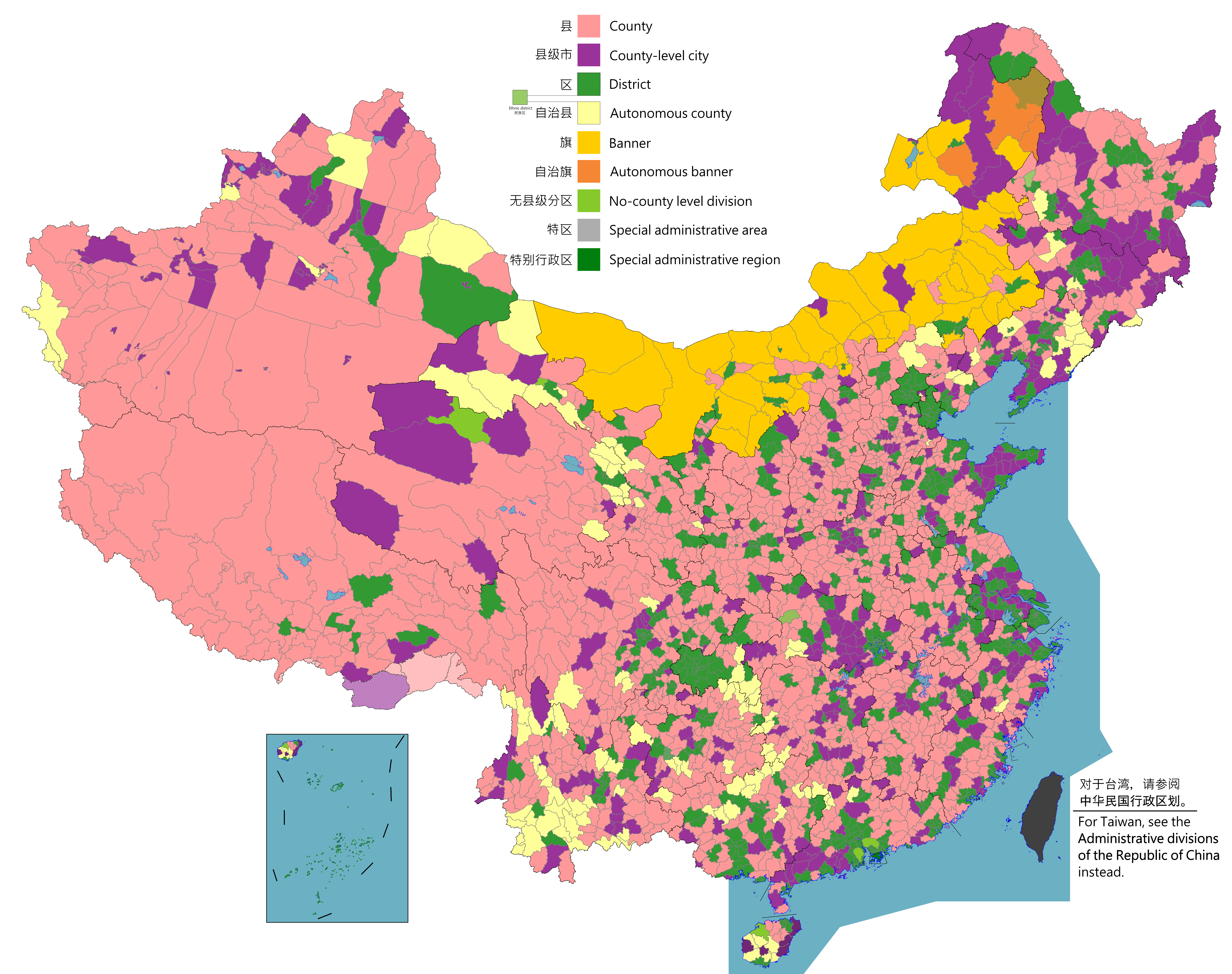
Mapa de China dividida en condados, ciudades a nivel dd condado, distritos, etc.

Una bandera (chino: 旗; Pinyin: qí; mongol: Хошуу -cirilizado-, khoshuu -romanizado-; manchú: Niru -romanizado) es el estandarte para la administración a nivel de condado de la Región autónoma de Mongolia Interior (República Popular China). Cada bandera está dividida en varios pueblos llamados sumu y varias banderas forman una Liga. Al 31 de diciembre de 2004, había 52 banderas, incluidas las 3 banderas autónomas.
Las banderas fueron usadas por primera vez durante la Dinastía Qing, que organizó así a las tribus mongolas, excepto las pertenecientes a las Ocho banderas, un grupo organizado en ocho equipos identificados con banderas de diferentes colores que durante la guerra funcionaban como ejércitos, y durante la época de paz se utilizaba para integra la gestión productiva y administrativa de la región.

## Bandera autónoma
Una bandera étnica o autónoma, es un tipo especial de bandera en Mongolia Interior reservada donde residen minorías étnicas. Las tres banderas autónomas que existen, a diferencia de las demás no forman una Liga, sino que hacen parte de la ciudad de Hulun Buir, cada una asignada a un grupo étnico en específico. 
- Bandera autónoma de Oroqen (鄂伦春自治旗) para los Oroqen.
- Bandera autónoma de Evenki (鄂温克族自治旗) para los Evenki.
- Bandera Autónoma Morin Dawa (莫力达瓦达斡尔族自治旗) para los Daur.

- Datos: Q806869